# Nicola Ponsford
Nicola Ponsford es una deportista británica que compitió en vela en la clase Laser Radial. Ganó una medalla de plata en el Campeonato Europeo de Laser Radial de 1988.

## Palmarés internacional
| Campeonato Europeo | Campeonato Europeo | Campeonato Europeo | Campeonato Europeo |
| Año                | Lugar              | Medalla            | Clase              |
| ------------------ | ------------------ | ------------------ | ------------------ |
| 1988               | Ostende (Bélgica)  | Medalla de plata   | Laser Radial       |